# Limbu

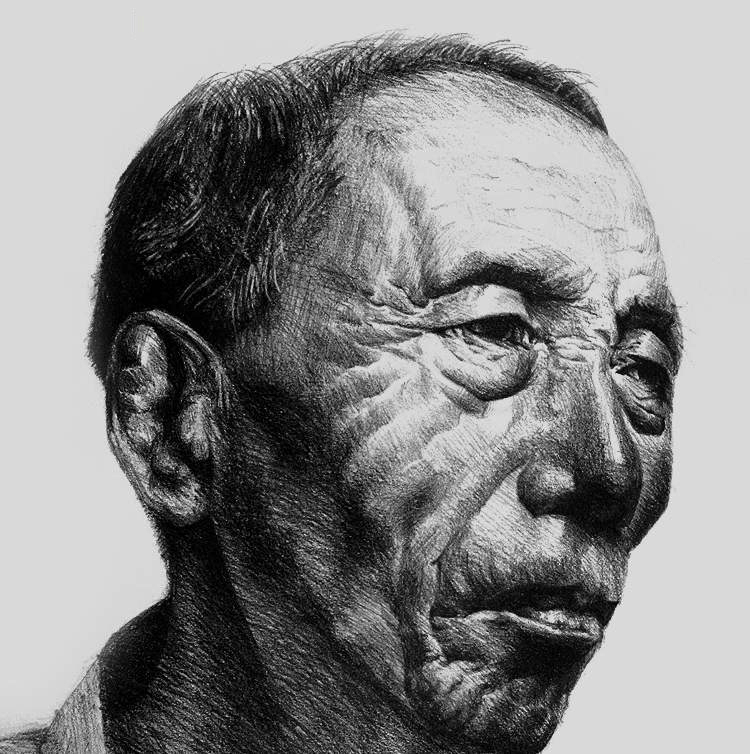
Portret mężczyzny z ludu Limbu

Limbu (w Tybecie znani jako དརེན་འཛང་ཀ་ Drendzongka; w Sikkimie jako འསང་ Tsong; sami określają się jako Yakthungba, dosłownie "„górale”") – grupa etniczna we wschodnim Nepalu i Sikkimie, wraz z innymi grupami wchodząca w skład ludu Kiratów. Egzonim Limbu znaczy dosłownie „łucznik”. Posługują się językiem limbu z tybeto-birmańskiej rodziny językowej. Ich liczebność ocenia się na około 700 tysięcy.